# Formation de Navesink
La Formation de Navesink est une formation géologique de marnes glauconitiques et de sables verts datant entre 70 et 66 millions d'années, situé dans le New Jersey, aux États-Unis.

## Présentation
La formation est connue pour ses lits de coquillages fossiles et ses ossements de dinosaures du Crétacé.

## Description
La formation de Navesink, nommée d'après la localité du même nom (en), se trouve généralement au-dessus de la formation de Mount Laurel (en) et sous la formation de Red Bank. Il y a un écart de 5 millions d'années entre la formation de Navesink et Mount Laurel. La formation Navesink varie en profondeur de 13 à 19 m, à travers sa gamme de Sandy Hook à Pennsville (en),.
Le site de Navesink a le potentiel de gaz radon le plus élevé des formations géologiques du New Jersey.

## Sites
Il existe plusieurs endroits où la formation de Navesink est visible, notamment Poricy Park (en) à Middletown, qui présente plusieurs expositions le long de Poricy Brook. Il y a aussi une exposition à Big Brook Park à Marlboro.